# Windows XP
Windows XP (kodnog imena Whistler) inačica je operacijskog sustava kojeg je razvio Microsoft.
Slova XP stoje iza engleske riječi eXPerience što znači iskustvo.

## Izdanja

### Glavna izdanja
Dva glavna izdanja Windowsa XP jesu Home Edition, za kućne korisnike i izdanje Professional, namijenjeno za poslovne korisnike.
Neke mogućnosti koje Professional Edition donosi su:
- podrška za dva procesora
- Remote Desktop
- udaljeno instaliranje aplikacija
- enkripcija datoteka i ograničenje pristupa
- mogućnost promjene jezika  sučelja nakon instalacije
- izvanmrežni pristup datotekama na serverima i sinkronizacija
- automatski oporavak sustava (ASR)
- IIS Web server

### Ostala izdanja

#### Windows XP 64-bit Edition
Windows XP 64-bit Edition je izdanje namijenjeno 64-bitnim IA-64 (Itanium) sustavima. Ovo izdanje je kasnije zamijenjeno Professional x64 izdanjem zbog jačanja potražnje za AMD-ovom x86-64 arhitekturom.

#### Windows XP Professional x64 Edition
Windows XP Professional x64 Edition 64-bitna je izdanje Windowsa XP namijenjena korištenju na AMD-ovoj x86-64 arhitekturi.

#### Windows XP Media Center Edition
Windows XP Media Center Edition (kraće MCE) izdanje je Windowsa XP namijenjeno korištenju na multimedijskim uređajima i HTPC-ima (Home Theatre PC). Sučelje je prilagođeno za korištenje bez  miša.

#### Windows XP Tablet PC Edition
Windows XP Tablet PC Edition prilagođen je uređajima s ekranom osjetljivim na dodir. Tablet PC Edition nije dostupan za kupovinu zasebno nego dolazi predinstaliran na tablete i ostale uređaje s ekranom osjetljivim na dodir. Od dodatnih hardverskih zahtjeva zahtjeva posebnu Ctrl-Alt-Del tipku, tipke za scrollanje, barem jednu programabilnu tipku i naravno ekran osjetljiv na dodir.

#### Windows XP Embedded
Windows XP Embedded izdanje je namijenjeno bankomatima, kioscima, blagajnama i sl.

#### Windows Fundamentals for Legacy PCs
Windows Fundamentals for Legacy PCs izdanje je prilagođeno za starija računala sa slabijim hardverom. 

### Windows XP Starter Edition
Windows XP Starter Edition je jeftinija inačica Windowsa XP dostupna u Tajlandu, Turskoj, Maleziji, Indoneziji, Rusiji, Indiji, Brazilu, i španjolska inačica za Južnu Ameriku (Argentina, Čile, Meksiko, Ekvador, Urugvaj i Venecuela). Vrlo je sličan Windows XP Home operativnom sustavu, ali bez nekih mogućnosti.
Sudeći prema Microsoft press release-u, Windows XP Starter Edition je "jeftiniji uvod Microsoft Windows XP operativnom sustavu dizajniran za početnike u zemlje u razvoju." Proizveden je u cilju borbe protiv ilegalnog kopiranja i daljnje distribucije Windowsa XP.

## Značajke sustava

### Nove i osvježene značajke
- Brže podizanje i hibernacija sustava
- Mogućnost povratka hardverskih drivera na starije inačice(Driver rollback)
- Novo korisničko sučelje, podržava različite teme
- ClearType način iscrtavanja fontova, da bi se poboljšala čitljivost na LCD monitorima.
- Adresiranje do maksimalno 4 Gb RAM-a, u verziji Windows XP x64 adresira 128 GB RAM-a.

### Korisničko sučelje
Windows XP ima grafičko korisničko sučelje nazvano Luna. Start meni i sustav traženja redizajnirani su.
Dodane su i nove vidljive grafičke promjene kao što su:
- Poluprozirni plavi kvadrat koji se pojavljuje pri označavanju datoteka u Windows Exploreru
- Grafika kao vodeni žig koja se pojavljuje u mapama Windows Explorera ukazujući na sadržaj mape
- Sjene ispod ikona na radnoj površini
- Traka na lijevoj strani Windows Explorera
- Grupiranje istih prozora na taskbaru
- Mogućnost zaključavanja taskbara
- Označavanje novoinstaliranih programa u Start meniju
- Sjene ispod menija

## Sistemski zahtjevi
|                                  | Minimalno                                                         | Preporučeno                         |
| -------------------------------- | ----------------------------------------------------------------- | ----------------------------------- |
| Procesor                         | 233 MHz                                                           | 300 MHz ili više                    |
| Memorija                         | 64 megabajta RAM (može ograničiti performanse i značajke sustava) | 128 MB RAM ili više                 |
| Grafička kartica i monitor       | Super VGA (800 x 600)                                             | Super VGA (800 x 600) ili više      |
| Slobodni prostor na tvrdom disku | 1.5 gigabajt                                                      | 1.5 GB ili više                     |
| Pogoni                           | CD-ROM                                                            | CD-ROM ili DVD-ROM                  |
| Uređaji                          | Tipkovnica i miš                                                  | Tipkovnica i miš                    |
| Ostalo                           | Zvučna kartica, zvučnici, slušalice                               | Zvučna kartica, zvučnici, slušalice |

## Servisni paketi
Microsoft s vremenom izdaje service packove za svoje Windows operativne sustave da bi popravio probleme i dodao nove mogućnosti.

### Service Pack 1
Service Pack 1 (SP1) za Windows XP je izdan 9. rujna 2002. Najbitnije njegove nove mogućnosti bile su podrška za USB 2.0 i Set Program Access and Defaults alat. SP1 donio je više od 300 manjih ispravaka i sadržavao je sve, do onda dostupne, sigurnosne zakrpe. Donio je Microsoft Java Virtual Machine i podršku za .NET framework. Zbog tužbe Sun Microsystemsa, Microsoft je Service Packom 1a, izdanim 3. veljače 2003., uklonio Microsoft Java Virtual Machine.

### Service Pack 2
Service Pack 2 (SP2) je izdan kako bi povećao općenitu sigurnost sustava inkorporiranjem novih proaktivnih metoda zaštite, kao i dodao sučeljnu podršku za novije sklopovlje. Danas je većina programa kompatibilna sa SP2. Poboljšana je Wi-Fi podrška i dodana podrška za WPA enkripciju. Dodan je bloker skočnih prozora u Internet Explorer i Bluetooth podrška.
Service Packom 2 poboljšana je i sigurnost korisnika. Windows Firewall je zadano omogućen, a Windows Messenger onemogućen. Dodan je i Security Center koji pruža pregled rada antivirusnih rješenja i firewalla. Dodana je hardverska podrška za Data Execution Prevention.

### Service Pack 3
Windows XP Service Pack 3 (SP3) je za poslovne korisnike objavljen 21. travnja 2008. te cijeloj zajednici putem Microsoftovog Centra za preuzimanje i Windows Update-a 6. svibnja 2008. SP3 donosi 1174 ispravaka i sve, do onda dostupne, sigurnosne nadogradnje. Service Pack 3 nije dostupan za 64-bitno izdanje Windowsa XP.

## Podrška

### Kraj podrške
Podrška za Windows XP bez Service Packa završila je 30. rujna 2005. Za Windows XP sa Service Packom 1 i 1a završila je 10. listopada 2006. Za Windows XP sa Service Packom 2 je završila 13.7.2010. Redovna podrška za Windows XP završila je 14. travnja 2009. i ušao je u produljenu podršku. Kraj podrške za Windows XP Service Pack 3 završila je 8. travnja 2014. godine.

### Windows Embedded
Windows XP Embedded SP3 bio je podržan do siječnja 2016. Windows Embedded Standard 2009 bio je podržan do 10. siječnja 2019., a Windows Embedded POSReady 2009 do 9. travnja 2019. godine.